# Harry Johnson
Harry Johnson (n. 10 august 1887, Londra, Regatul Unit al Marii Britanii și Irlandei – d. 16 decembrie 1947, Londra, Regatul Unit) a fost un boxer ce a reprezentat Regatul Unit al Marii Britanii și al Irlandei de Nord, medaliat olimpic. A participat la o ediție a Jocurilor Olimpice (1908) în care a câștigat o medalie de bronz.

## Participări
Lista de mai jos prezintă principalele competiții la care a participat Harry Johnson de-a lungul carierei.
- boxing at the 1908 Summer Olympics – lightweight[*]